# Ellen Ternan
Ellen Lawless Ternan, também chamada Nelly Ternan,  Ellen Robinson (nome de casada) ou Nelly Robinson  (3 de março de 1839, Kent - 25 de abril de 1914, Fulham) foi uma atriz inglesa famosa pela sua relação amorosa com Charles Dickens.
Ainda muito jovem quando conhece Dickens, passa a viver sob a sombra do prestigioso amante que entende manter a relação em segredo. Ela viaja bastante com ele e frequenta bastante as irmãs do amante, particularmente a que vive em Itália.
Dickens subiu na carreira, enquanto que Ellen deixou os palcos em 1860 e viveu mais ou menos na clandestinidade até à morte do amante em 1870. Alguns anos mais tarde Ellen casa, sem nada revelar de seu passado, com o reverendo George Wharton Robinson, de quem teve dois filhos. O casal Robinson retira-se para Southsea, onde Ellen permaneceria mesmo após a morte do marido.
Somente após a sua morte em 1914 é que os seus filhos tomaram conhecimento do passado da mãe. Gladys, a filha mais nova de Ellen, mostrou-se indulgente, mas Geoffrey, o filho militar, manteve algum ressentimento e nunca mais quis lembrar a mãe.
A crítica não se mostrou indulgente para com ela, pelo menos até 1917, quando Kate Perugini (Katey), a filha Dickens,  contou detalhes sobre a ligação amorosa entre  ele e Ellen Ternan à biógrafa Gladys Storey, que então preparava um livro sobre o escritor (Dickens and Daughter).  Diferentes pesquisadores, principalmente a partir de 1980, exploraram os documentos deixados por Gladys e entregues ao Museu Charles Dickens de Londres. Claire Tomalin, particularmente, fez um retrato mais positivo de Ellen Ternan. Depois, Michael Slater, tal como Lilian Nayder, confirmaram as recentes conclusões que fazem da amante de Dickens uma mulher inteligente e agradável e uma esposa devotada à sua família e interessada na vida da cidade, onde deixou uma excelente recordação.